# Andrea Masiello
Andrea Masiello (Viareggio, 5 februari 1986) is een Italiaans voetballer die doorgaans speelt als centrale verdediger. In september 2022 verruilde hij Genoa voor FC Südtirol.

## Clubcarrière
Masiello speelde in de jeugd van Lucchese en werd overgenomen door Juventus. Op 20 april 2005 verloor Juventus, op dat moment koploper in de Serie A, met 0–1 van Internazionale door een doelpunt van Julio Ricardo Cruz. Masiello mocht van coach Fabio Capello negen minuten na de rust invallen voor Alessandro Birindelli. In het seizoen 2005/06 werd hij verhuurd aan Avellino. Hierna nam Siena de verdediger over, samen met Giovanni Bartolucci, Daniele Gastaldello, Abdoulay Konko en Douglas Packer.
Bij die club kwam hij echter niet in actie en Genoa kocht hem. Hier speelde Masiello negentien competitiewedstrijden, voor hij vertrok naar Bari. Op 15 mei 2011, toen Bari al gedegradeerd was naar de Serie B, maakte de centrumverdediger een eigen doelpunt tegen Lecce, dat daardoor won en in de Serie A bleef. Later verklaarde hij dat hem geld aangeboden was om Bari te laten verliezen. Na de degradatie van Bari verkaste Masiello naar Atalanta Bergamo. In 2012 kreeg de Italiaan een schorsing voor tweeëntwintig maanden na zijn bekentenis over matchfixing. Na zijn schorsing mocht Masiello terugkeren bij Atalanta, waar hij weer onderdeel werd van het eerste elftal. De verbintenis van Masiello werd in mei 2018 met een jaar verlengd tot medio 2019.
In januari 2020 maakte Masiello de overstap naar zijn oude club Genoa, waar hij voor tweeënhalf jaar tekende. Na dit contract verkaste hij naar FC Südtirol.

## Clubstatistieken
| Seizoen | Club             | Competitie | Competitie | Competitie | Beker | Beker | Internationaal | Internationaal | Totaal | Totaal |
| Seizoen | Club             | Competitie | Wed.       | Dlp.       | Wed.  | Dlp.  | Wed.           | Dlp.           | Wed.   | Dlp.   |
| ------- | ---------------- | ---------- | ---------- | ---------- | ----- | ----- | -------------- | -------------- | ------ | ------ |
| 2004/05 | Juventus         | Serie A    | 1          | 0          | 0     | 0     | 0              | 0              | 1      | 0      |
| 2005/06 | → Avellino       | Serie B    | 41         | 1          | 2     | 0     | —              | —              | 43     | 1      |
| 2006/07 | Siena            | Serie A    | 0          | 0          | 0     | 0     | —              | —              | 0      | 0      |
| 2006/07 | Genoa            | Serie B    | 15         | 0          | 0     | 0     | —              | —              | 15     | 0      |
| 2007/08 | Genoa            | Serie A    | 4          | 1          | 0     | 0     | —              | —              | 4      | 1      |
| 2007/08 | Bari             | Serie B    | 20         | 0          | 0     | 0     | —              | —              | 20     | 0      |
| 2008/09 | Bari             | Serie B    | 39         | 0          | 2     | 0     | —              | —              | 41     | 0      |
| 2009/10 | Bari             | Serie A    | 37         | 2          | 1     | 0     | —              | —              | 38     | 2      |
| 2010/11 | Bari             | Serie A    | 36         | 1          | 3     | 1     | —              | —              | 39     | 2      |
| 2011/12 | Atalanta Bergamo | Serie A    | 17         | 1          | 1     | 0     | —              | —              | 18     | 1      |
| 2012/13 | Atalanta Bergamo | Serie A    | —          | —          | —     | —     | —              | —              | 0      | 0      |
| 2013/14 | Atalanta Bergamo | Serie A    | —          | —          | —     | —     | —              | —              | 0      | 0      |
| 2014/15 | Atalanta Bergamo | Serie A    | 14         | 0          | 0     | 0     | —              | —              | 14     | 0      |
| 2015/16 | Atalanta Bergamo | Serie A    | 29         | 0          | 2     | 0     | —              | —              | 31     | 0      |
| 2016/17 | Atalanta Bergamo | Serie A    | 35         | 3          | 3     | 0     | —              | —              | 38     | 3      |
| 2017/18 | Atalanta Bergamo | Serie A    | 31         | 4          | 2     | 0     | 8              | 1              | 41     | 5      |
| 2018/19 | Atalanta Bergamo | Serie A    | 24         | 0          | 3     | 0     | 6              | 1              | 33     | 1      |
| 2019/20 | Atalanta Bergamo | Serie A    | 7          | 0          | 1     | 0     | 4              | 0              | 12     | 0      |
| 2019/20 | Genoa            | Serie A    | 15         | 0          | 0     | 0     | —              | —              | 15     | 0      |
| 2020/21 | Genoa            | Serie A    | 30         | 0          | 2     | 0     | —              | —              | 32     | 0      |
| 2021/22 | Genoa            | Serie A    | 7          | 0          | 0     | 0     | —              | —              | 7      | 0      |
| 2022/23 | FC Südtirol      | Serie B    | 32         | 0          | 0     | 0     | —              | —              | 32     | 0      |
| 2023/24 | FC Südtirol      | Serie B    | 34         | 1          | 1     | 0     | —              | —              | 35     | 1      |
| 2024/25 | FC Südtirol      | Serie B    | 16         | 0          | 1     | 0     | —              | —              | 17     | 0      |
| Totaal  | Totaal           | Totaal     | 483        | 14         | 24    | 1     | 18             | 2              | 525    | 17     |

Bijgewerkt op 30 juni 2025.

## Erelijst
| Serie B | 1 | 2008/09 |